# Edoardo Giuseppe Rignon
Edoardo Giuseppe Rignon, Conte di Marmorito (* 14. September 1808 in Turin; † 16. Februar 1853 in Paris) war ein Diplomat und Politiker im Königreich Sardinien, der unter anderem von 1848 bis zu seinem Tode 1853 Mitglied des Senats (Senato del Regno) war.

## Leben
Edoardo Giuseppe Rignon stammte aus einer Familie aus dem sogenannten „Dienstadel“ (Nobiltà di servizio) und war der Sohn des Bankiers Gaspare Felice Rignon (1770–1818), und dessen Ehefrau Enrichetta Radicati. Sein Großvater Giuseppe Andrea Rignon war 1789 Bürgermeister von Turin, ebenso wie 1823 der Bruders seines Vaters und Onkel Giuseppe Andrea Rignon (1764–1837). Da dieser keine direkten Erben hatte, hinterließ er seinen Besitz seinem Neffen Edoardo. Am 11. April 1827 erhielt er auf Fürsprache seines Schwiegervaters Marchese Vittorio Pilo Boyl, damals ein Freund des Königs Carlo Felice von Sardinien, den Adelstitel als Conte di Marmorito. Er trat in den diplomatischen Dienst des Außenministeriums (Ministero degli affari esteri) des Königreichs Sardinien.
Am 3. April 1848 wurde er zum Mitglied des Senats des Königreichs Sardinien ernannt und gehörte diesem vom 19. Juli 1848 bis zu seinem Tode am 16. Februar 1853 fast vierzig Jahre lang an. Er war zwischen dem 10. Oktober und dem 26. Dezember 1848 außerordentlicher Gesandter und bevollmächtigter Minister im Königreich der Niederlande und wurde am 16. Juni 1849 außerordentlicher Gesandter und bevollmächtigter Minister im Königreich Belgien. Für seine Verdienste wurde er Ritter des Ordens der Heiligen Mauritius und Lazarus sowie Ritter III. Klasse des österreichischen Ordens der Eisernen Krone.
Aus seiner Ehe mit Maria Cristina Pilo Boyl di Putifigari gingen drei Söhne und zwei Töchter hervor, darunter der älteste Sohn Felice Rignon (1829–1914), Ehemann von Luisa Romana Perrone di San Martino. Dieser war von 1870 bis 1876 Mitglied der Abgeordnetenkammer (Camera dei deputati), dreimaliger Bürgermeister von Turin sowie zwischen 1891 und seinem Tode 1914 ebenfalls Senator. Die älteste Tochter Luisa Rignon war mit Marcello Panissera di Veglio, Conte di Veglio (1830–1886), verheiratet, der von 1879 bis 1886 Senator war. Seine jüngere Tochter Paola Luisa Enrichetta Maria Maddalena Fortunata Rignon war die Ehefrau des Diplomaten Emanuele Pes di Villamarina, Sohn des Senators Salvatore Pes di Villamarina (1808–1877). Weitere Söhne waren Vittorio Enrico und Enrico Rignon.